# インサイド・ワールド
『インサイド･ワールド』は、周防ツカサによる日本のライトノベル。イラストは森倉円が担当。電撃文庫（メディアワークス）より2005年10月10日に刊行された。第5回電撃hp短編小説賞<大賞>受賞作（受賞時のタイトルは『インサイド･ワールド 〜冬のロケット〜』）。
文庫本発売と同日に発売の電撃hp VOL.38には短編『インサイド･ワールド　揺れる、消える、触れる―Shifting frame of mind.』が掲載された。

## あらすじ
小惑星との衝突によって地球は滅亡する。そんなニュースで伝えられた、とある冬。『もうすぐ世界は終ってしまうかも』・・・。そんなときに、二人は出会い、言葉を交した。そこに広がるは、きみとぼくのインサイド・ワールド。

## 登場人物

### 第一話 エスケープ×エスケープ
僕
三ツ木高校二年生だが、二年の二学期から不登校になっている。人と接するのが不器用な性格。
これまで全てを他人任せにしており自主性が皆無。また、コミュニケーション不全も相まって責任を周りに転嫁するネガティブ思考の持ち主。
町を徘徊中に、ロケットを作ろうとする少女、春名希優と偶然出会う。彼女の他人を拒絶するかのような言動が気になり、足繁く通うようになる。希優に自分に近いものを感じる一方、彼女のロケットを作り上げてしまう才能に嫉妬、羨望している。
春名 希優（はるな まひろ）
たったひとりでロケットを作り上げようとしている高校二年生の女子。容姿端麗、類まれな才能、頭脳を持ち合わせてはいるが、エリート意識が強く、「自分の興味あること以外には全くの無関心」なため、友達と呼べる人は誰も居ない。
家族構成は妹、母親、宇宙飛行士だった父。シャトルの打ち上げ事故で亡くなった父の代わりに宇宙飛行士を目指そうとしたが、事故に逢い左足に重傷を負ってしまう。そのため、宇宙飛行士への夢を断念せねばならなくなった。リハビリを受ければ完治する可能性はあるらしいが、行き場の無い焦燥感に駆り立てられ、ロケット作りにのめり込んでいった。その一方ではロケット作りが自らの自己満足でしかないことも理解はしていた。僕との間に起きたある出来事によって、ようやくそのしがらみからは解放されたようである。
ロイヤルミルクティーを好んで飲み。コーヒーは嫌い。食事に対してはあまり重要と考えていないのか、コンビニ弁当ばかりを食している。
彼女にとって「他人の名前を聞くこと」は「他人に対して興味を持つこと」と同義語。物語のラスト、“僕”に名前を尋ねていた。

### 第二話 放課後の虚構―static Style
春名 桃子（はるな とうこ）
春名希優の妹。姉とは違い童顔だが姉妹らしく端正な顔立ちをしている。
椎崎 姿（しいざき すがた）

### 第三話 透明少女の無色なランデブー
高木 陽子（たかぎ ようこ）
春名希優に一方的なライバル心を抱く少女。しかし実際は希優のことを認めており、憧憬の念さえ持っている。希優が事故によって抜け殻のような状態になってしまったのを機に、自分が希優のような完璧な人間になろうと希優の振りをする。
椎崎 鎮也（しいざき しずや）

## 既刊一覧
- 周防ツカサ（著）・森倉円（イラスト） 『インサイド・ワールド』 メディアワークス〈電撃文庫〉、2005年10月11日発売[2]、ISBN 4-8402-3174-5